# رودي كولينز
رودي كولينز (بالإنجليزية: Rudy Collins)‏ هو عازف جاز أمريكي، ولد في 24 يوليو 1934 في نيويورك في الولايات المتحدة، وتوفي في 15 أغسطس 1988.

## وصلات خارجية
- رودي كولينز على موقع ميوزك برينز (الإنجليزية)
- رودي كولينز على موقع أول ميوزيك (الإنجليزية)
- رودي كولينز على موقع ديسكوغز (الإنجليزية)